# Mckenna Grace
Mckenna Grace (sinh ngày 25 tháng 6 năm 2006) là một nữ diễn viên người Mỹ. Cô bắt đầu diễn xuất chuyên nghiệp khi mới 6 tuổi, những vai diễn đầu tiên bao gồm Jasmine Bernstein trong bộ phim sitcom Crash & Bernstein của Disney XD (2012–2014) và Faith Newman trong vở opera xà phòng có tên The Young and the Restless (2013–2015).
Grace được biết đến với vai diễn Penny Kirkman trong chương trình ABC / Netflix Designated Survivor. Cô cũng được biết đến với vai diễn Rose Harbenberger trong loạt phim hài của Netflix là Fuller House (2016–2020), Mary Adler trong bộ phim điện ảnh thuộc thể loại chính kịch Gifted (2017) của đạo diễn Marc Webb và vai Theodora Crain lúc nhỏ trong loạt phim kinh dị siêu nhiên The Haunting of Hill House (2018) trên Netflix. Cô cũng đóng vai chính Christmas Flint trong bộ phim Troop Zero (2019).

## Tiểu sử
Mckenna Grace sinh ra ở thị trấn nhỏ thuộc Grapevine, Texas và sống tại thành phố Colleyville trong năm năm. Grace đi nhà trẻ và mẫu giáo tại đây. Cha là Ross Burge, một bác sĩ chấn thương chỉnh hình; còn mẹ tên Crystal Grace. Một trong số bà cố của cô là người Mexico. Ông bà của Grace, Darrell và Tracey Sulak từng bao trọn một rạp chiếu phim ở quê hương Grapevine để bạn bè và gia đình xem bộ phim mới của cháu gái.
Mckenna cùng bố mẹ đã chuyển đến California năm 2012 để cha cô có thể làm bác sĩ nội trú còn Grace theo đuổi diễn xuất.
Grace ăn chay và dành tình cảm đối với động vật bằng cách tham gia các tổ chức như Farm Sanctuary và PETA, bao gồm cả việc xuất hiện trong một chiến dịch yêu cầu mọi người không bỏ quên những chú chó trong xe ô tô để ngoài trời.
Cô bé học tại nhà và có một gia sư theo kèm tại trường quay. Chương trình giáo dục tại nhà này được thông qua một trường công lập, vì vậy duy trì việc học giống các bạn đồng trang lứa. Grace sẽ làm bài kiểm tra với giáo viên của mình hàng tuần. Còn vào các ngày thứ Hai nếu không có lịch quay phim, cô bé sẽ đến lớp học viết sáng tạo. Năm học lớp 5, Grace đã học môn toán trình độ lớp 6.

## Sự nghiệp
Năm 2013, Grace lần đầu tham gia diễn xuất, đóng vai Sydney trong tập phim thí điểm Joe, Joe & Jane. Sau đó, cô tái xuất trong loạt phim Crash & Bernstein của Disney XD. Cô đã có một vai diễn định kỳ, là Faith Newman, trong The Young and the Restless từ năm 2013 đến năm 2015.
Năm 2015, Grace  nhận vai diễn cố định trong loạt phim CSI: Cyber của kênh CBS. Và đã đóng vai Daisy trong phim kinh dị khoa học viễn tưởng  Ngày độc lập: Tái chiến ; bộ phim do Roland Emmerich đạo diễn, được phát hành vào ngày 24 tháng 6 năm 2016. Các vai trên màn bạc khác bao gồm phim chính kịch Mr. Church (2016) và phim hài How to Be a Latin Lover (2017).
Năm 2016, Grace đóng vai Penny Kirkman, con gái của tổng thống bất đắc dĩ Tom Kirkland (do Kiefer Sutherland thủ vai) trong bộ phim chính trị, chính kịch giật gân Desinated Survivors (2016-2019). Bộ phim bao gồm 3 mùa, mùa 3 được chiếu độc quyền trên Netflix, do David Guggenheim đạo diễn.
Năm 2017, Grace đóng vai chính trong phim điện ảnh Gifted, con gái cùng nam tài tử Chris Evans. Cô bé đã được công nhận khả năng cho vai diễn này, được đề cử cho Giải thưởng Phim do các nhà phê bình lựa chọn cho Diễn viên trẻ xuất sắc nhất.
Sự nghiệp của Grace chủ yếu chỉ là khắc họa "phiên bản thời thơ ấu" của các nhân vật lớn tuổi. Cô bé cũng học trượt băng để vào vai của Tonya Harding lúc nhỏ trong bộ phim về tiểu sử  I, Tonya  và cũng đóng vai quan trọng của Juliet trong phim kinh dị  Amityville: The Awakening  cùng với Bella Thorne; Franck Khalfoun làm đạo diễn phim.
Grace đóng vai chính là cô bé Emma Grossman trong bộ phim kinh dị The Bad Seed (Kẻ Sát Nhân Có Khuôn Mặt Thiên Thần) năm 2018.
Grace đóng vai Judy Warren, con gái của hai nhà điều tra nghiên cứu hiện tượng siêu linh là Ed và Lorraine Warren, trong phim kinh dị Annabelle Comes Home năm 2019. Cũng trong năm đó, cô xuất hiện trong bộ phim Captain Marvel của Marvel Studios, vai lúc nhỏ của nhân vật tiêu đề.
Ngày 28 tháng 11 năm 2018,  Deadline Hollywood  đã đưa tin diễn viên nhí Grace sẽ vào vai cô phù thủy Sabrina Spellman lúc nhỏ trong mùa thứ hai của loạt phim Chilling Adventures of Sabrina trên Netflix.

## Danh sách phim

### Điện ảnh
| Năm  | Tên phim                            | Vai diễn                | Ghi chú |
| ---- | ----------------------------------- | ----------------------- | ------- |
| 2019 | Annabelle: Ác quỷ trở về            | Judy Warren             |         |
| 2019 | Đại úy Marvel                       | Carol Danvers (lúc nhỏ) |         |
| 2021 | Biệt đội săn ma: Chuyển kiếp        | Phoebe Spengler         |         |
| 2024 | Biệt đội săn ma: Kỷ nguyên băng giá | Phoebe Spengler         |         |